# Direitos previdenciários do companheiro homossexual no Brasil
Os direitos previdenciários do companheiro homossexual no Brasil obtiveram grandes avanços na primeira década do século XXI, especialmente a partir do momento em que o INSS foi obrigado pela justiça federal a reconhecer administrativamente alguns direitos previdenciários em todo o território nacional. Ainda que a decisão judicial esteja sendo contestada pelo INSS, está em pleno vigor.
A partir dessa decisão, vários estados e municípios reconheceram, seja por simples norma administrativa, seja modificando as leis que regiam a matéria, o direito de seus servidores públicos em inscrever o companheiro homossexual como beneficiário de seus regimes jurídicos de previdência. Normas internas de empresas públicas e privadas têm seguido o mesmo exemplo na regulamentação de seus planos de previdência complementar.
Em matéria previdenciária, cabe à União legislar sobre benefícios do INSS (para os trabalhadores do setor privado) e para o regime próprio de seus servidores públicos. Os benefícios previdenciários aos servidores estaduais e municipais (onde exista regime próprio de previdência para os servidores públicos) cabem às respectivas esferas.

## Trabalhadores do setor privado
Em 2000, o Ministério Público Federal ajuizou uma ação civil pública junto à 3ª Vara Previdenciária de Porto Alegre requerendo que o INSS reconhecesse o direito previdenciário do companheiro homossexual. A juíza titular da Vara Federal deferiu imediatamente o pedido, expedindo uma liminar obrigando o INSS a conceder tais benefícios. A abrangência da decisão é nacional, beneficiando casais homossexuais em qualquer parte do Brasil.
O INSS recorreu da decisão, tanto ao Tribunal Regional Federal da 4ª Região, como diretamente ao Supremo Tribunal Federal, não obtendo sucesso na tentativa de suspender a decisão. Posteriormente, o julgamento do mérito confirmou os termos da liminar (manteve o direito dos homossexuais), tendo havido apelação por parte do INSS. A apelação também foi favorável aos homossexuais e o INSS interpôs recurso especial e recurso extraordinário, ainda pendentes de julgamento junto ao Superior Tribunal de Justiça e Supremo Tribunal Federal.
Para cumprir a ordem judicial, o INSS regulamentou por meio de instrução normativa a maneira como o companheiro homossexual deve comprovar essa união. Atualmente essa regulamentação encontra-se nos artigos 25; 45, §2º; 322 e 335 da Instrução Normativa do INSS nº 45, de 06 de agosto de 2010:

### A ação civil pública
A ação foi originada por denúncia da organização não-governamental Nuances, em 24 de setembro de 1999, perante o Ministério Público Federal em Porto Alegre, alegando que o INSS violava direitos humanos, a igualdade e a livre expressão sexual ao indeferir administrativamente pedidos de pensão previdenciária para companheiros do mesmo sexo. Foi então instaurado procedimento administrativo pelo Ministério Público Federal, onde o superintendente do INSS confirmou a veracidade da denúncia, alegando que "não é devida a concessão desses benefícios em casos de relação homossexual". Baseado em tais fatos, os procuradores da república Paulo Gilberto Cogo Leivas e Marcelo Veiga Beckhausen ajuizaram ação civil pública, pedindo que o INSS passasse a considerar o companheiro ou companheira homossexual como dependente preferencial de mesma classe dos companheiros heterossexuais, passando a conceder a pensão por morte e o auxílio-reclusão, além de expedir ato administrativo nesse sentido.
A ação foi distribuída em 11 de abril de 2000 para a 3ª Vara Federal Previdenciária de Porto Alegre, sob responsabilidade da juíza federal substituta Simone Barbisan Fortes.

### Benefícios garantidos
- pensão por morte: no caso de falecimento do segurado, seu companheiro homossexual faz jus à pensão, concorrendo com outros dependentes preferenciais;
- auxílio-reclusão: mesmo benefício, concedido ao companheiro homossexual em caso de prisão do segurado.

### Condições para a concessão do benefício
Conforme determinado na decisão judicial, basta a comprovação da vida em comum. Tal orientação foi expressamente incluída no §4º do artigo 52 da referida instrução normativa:
Para o (a) companheiro (a) homossexual, deve ser exigida apenas a comprovação de vida em comum, conforme disposto na Ação Civil Pública nº 2000.71.00.009347-0.
Assim sendo, não é necessária a dependência econômica do companheiro, não importando para a concessão de benefício se o beneficiário tem ou não condições econômicas de se manter sem a renda auferida pelo companheiro. Esse também é o entendimento aplicável aos companheiros de sexos opostos.
A mesma instrução normativa traz formas de comprovação de vínculo (para companheiros) ou dependência econômica, listando quinze formas e referindo-se também de maneira genérica a "quaisquer outros que possam levar à convicção do fato a comprovar".

### Vigência
O benefício passou a ser concedido a partir da entrada em vigor da liminar na Ação Civil Pública nº 2000.71.00.009347-0, em 2000. Conforme regulamentação do INSS, seus efeitos retroagem a óbitos e prisões ocorridas a partir de 5 de abril de 1991.
Como o INSS ainda recorre, junto ao STJ e ao STF, do resultado dessa ação (depois de ser derrotado no mérito tanto em primeira como em segunda instância), eventual vitória em recurso judicial pelo INSS pode significar a suspensão dos benefícios, pois inexistiria a obrigação de reconhecê-los e não haveria lei obrigando a isso.

## Servidores públicos

### Federais
O reconhecimento dos direitos previdenciários dos companheiros homossexuais de servidores públicos federais depende de decisão judicial específica, não havendo lei ou ordem judicial genérica que garanta seu reconhecimento a todos, independentemente de ação judicial. A jurisprudência, contudo, tem reconhecido tais direitos.
Semelhantemente à ação em favor dos segurados do INSS, o Ministério Público Federal no Espírito Santo ajuizou em 2007 ação civil pública com o intuito de que a União fosse obrigada a reconhecer os benefícios previdenciários dos servidores públicos federais. A ação tramita na 5ª Vara Federal Cível de Vitória e a liminar foi indeferida, sob alegação de que não havia o perigo na demora. Os autos estão conclusos desde novembro de 2008 para sentença.

### Estaduais e municipais
No âmbito do regime previdenciário próprio dos servidores estaduais e municipais, nos últimos anos várias leis foram aprovadas garantindo igualdade de benefícios entre companheiros independentemente de oposição de sexo. Entre os estados e municípios que já reconhecem esses direitos (alguns devido à mudança na lei específica, outros em decorrência de normas administrativas estabelecidas pelo próprio poder executivo), podem-se citar os estados de São Paulo e Paraná e os municípios de Recife, Rio de Janeiro, Pelotas, João Pessoa, Belo Horizonte, Porto Alegre e Fortaleza. No estado do Rio de Janeiro, a lei foi aprovada, mas o Tribunal de Justiça considerou-a inconstitucional (por vício de iniciativa, ou seja, deveria ter sido proposta pelo governador).

## Previdência complementar
Várias empresas, notadamente estatais, têm reconhecido o benefício para o companheiro homossexual em seus planos privados de previdência, tais como a Petrobras, Radiobrás, Serpro, Banco do Brasil, Caixa Econômica Federal e BNDES.